# Dolní Lhota (Svojanov)
Dolní Lhota je malá vesnice, část městyse Svojanov v okrese Svitavy. Nachází se asi 3 km na jihovýchod od Svojanova. Prochází zde silnice II/365. V roce 2009 zde bylo evidováno 32 adres. V roce 2001 zde trvale žilo 40 obyvatel.
Dolní Lhota leží v katastrálním území Předměstí o výměře 5,04 km2.